# Pyrgulopsis roswellensis
Pyrgulopsis roswellensis är en snäckart som först beskrevs av Taylor 1987.  Pyrgulopsis roswellensis ingår i släktet Pyrgulopsis och familjen tusensnäckor. IUCN kategoriserar arten globalt som sårbar. Inga underarter finns listade i Catalogue of Life.